# Kihachirō Kawamoto
Kihachirō Kawamoto (川本 喜八郎, Kawamoto Kihachirō, 11 de gener de 1925 - 23 d'agost de 2010) va ser un fabricant i dissenyador de titelles, director de cinema independent, guionista i animador japonès, i president de la Japan Animation Association des que el 1989 va succeir al fundador Osamu Tezuka,, ufins a la seva pròpia mort. És el més recordat al Japó com a dissenyador dels titelles de la sèrie de televisió de la NHK a imatge real del Romanç dels Tres Regnes a principis de la dècada de 1980 i Heike monogatari a la dècada de 1990, però més conegut internacionalment pels seus propis curtmetratges d'animació, la majoria dels quals són model d'animació però que també inclou la animació amb retalls i la tècnica mixta en francès Farce anthropo-cynique.
Des que va començar la seva carrera als primers vint anys com a disseny de producció ajudant de So Matsuyama al departament d'art de Toho el 1946, va conèixer a Tadasu Iizawa i va deixar l'estudi de cinema l'any 1950 per col·laborar amb ell en il·lustració de literatura infantil amb fotografia de nines en diorama, molts dels quals han estat republicat en edicions angleses per editorials americanes com Grosset & Dunlap i Western Publishing's Golden Books, i s'ha format en l'art del cinema stop motion sota Tadahito Mochinaga i, més tard, Jiří Trnka.
També està estretament relacionat amb Tadanari Okamoto, un altre cineasta independent. Van col·laborar en la reserva de sales privades on mostrar les seves pel·lícules al públic com el "Puppet Animashow" als anys 70. L'última pel·lícula d'Okamoto, The Restaurant of Many Orders (注文の多い料理店, Chūmon no Ōi Ryōriten, 1991), havia quedat incompleta després de la seva mort durant la seva producció. Kawamoto va completar la pel·lícula. La pel·lícula es va basar en el conte curt de Kenji Miyazawa Chūmon no ōi ryōriten.

## Biografia
Nascut l'any 1925, Kawamoto des de petit va quedar captivat per l'art de fer ninots i titelles. Després de veure les obres del mestre d'animació txec Jiří Trnka, va començar a interessar-se per l'animació de titelles en stop motion i durant la dècada de 1950 va començar a treballar al costat del primer animador de titelles del Japó, el llegendari Tadahito Mochinaga.
El 1958 va cofundar Shiba Productions per fer animació comercial per a televisió, però no va ser fins al 1963, quan va viatjar a Praga per estudiar animació de titelles amb Jiří Trnka durant un any, que va considerar que els seus titelles realment van començar a tenir una vida pròpia. Trnka va animar Kawamoto a aprofitar el ric patrimoni cultural del seu propi país en la seva obra, i per això Kawamoto va tornar de Txecoslovàquia per fer una sèrie d'obres curtes artístiques molt individuals i produïdes de manera independent, començant per Breaking of Branches is Forbidden (Hana-Ori) el 1968.
Molt influenciat per l'estètica tradicional de Nō, els titellaires a l'estil Bunraku i el kabuki, des dels anys 70 les seves inquietants animacions de titelles com The Demon (Oni, 1972), Dōjōji Temple (Dōjōji, 1976) i House of Flame (Kataku, 1979) han guanyat nombrosos premis internacionalment. També ha produït animacions retallades (kirigami) com ara Travel (Tabi, 1973) i A Poet's Life (Shijin no Shogai, 1974) . El 1990 va tornar als estudis de Trnka a Praga per fer Briar Rose, or The Sleeping Beauty.
Al Japó, és més conegut per dissenyar els titelles utilitzats a la sèrie de televisió de llarga durada basada en el clàssic literari xinès Romanç dels Tres Regnes (Sangokushi, 1982–84), i més tard per Heike Monogatari (1993–94). El 2003, va ser el responsable de supervisar el projecte Winter Days (Fuyu no Hi), en el qual 35 dels millors animadors del món van treballar cadascun en un segment de dos minuts inspirat en el  'renka versos del famós poeta Matsuo Bashō.
Shisha no Sho és l'únic llargmetratge d'animació de Kawamoto, Rennyo to Sono Haha de 1981 és una pel·lícula de titelles d'acció real. Es va estrenar com a part d'un homenatge especial retrospectiu al 40è Festival Internacional de Cinema de Karlovy Vary.

## Filmografia

### Curtmetratges
- Breaking of Branches is Forbidden (花折り, Hana-Ori, 1 de març de 1968, 14 min.)
- Anthropo-Cynical Farce (Farce anthropo-cynique, 1 de gener de 1970, 8 min., segons una història de Riichi Yokomitsu)
- The Demon (鬼, Oni, 2 de setembre de 1972, 8 min.) [4]
- Travel (旅, Tabi, 1 de gener de 1973, 12 min.)
- A Poet's Life (詩人の生涯, Shijin no Shōgai, 1 de gener de 1974, 19 min., segons una història de Kōbō Abe)
- Dōjōji (道成寺, 19 de juny de 1976, 19 min., segons l’obra Nō del mateix nom)
- House of Flame (火宅, Kataku, 10 de desembre de 1979, 19 min., segons l’obra Nō Motomezuka)
- Self-Portrait (セルフポートレート, Serufu-Pōtorēto, 1 de gener de 1988, 1 min., part d'un projecte d'animació multi-artista de l'ASIFA d’autoretrats d'animadors)[5]
- To Shoot without Shooting (不射之射, Fusha no Sha, 10 de gener de 1988, 25 min., segons una història de Atsushi Nakajima; part d'un projecte d'animació multi-artista de l'ASIFA autoretrats d'animadors Shanghai Animation Film Studio)[6]
- Briar-Rose or The Sleeping Beauty (いばら姫またはねむり姫, Ibara-Hime matawa Nemuri-Hime, 1 de gener de 1990, 22 min., a partir d'un concepte DE Kyōko Kishida; coproducció amb Txecoslovàquia feta a Jiří Trnka Studio)[6][7]
- Amefutakami, in the Sky (ひさかたの天二上, Hisakata no Amefutakami, 2006, 14 min.)[8]

### Llargmetratges
- Rennyo and His Mother (蓮如とその母, Rennyo to Sono Haha, 7’OCTUBRE DE 1981, 93 min., pel·lícula d’imatge real amb titelles)[7][9]
- Winter Days (冬の日, Fuyu no Hi, November 27, 2003, 40 min.)
- Shisha no Sho (死者の書, 21 d’octubre de 2006, 70 min., segons la novel·la de Shinobu Orikuchi)[8]

## Estrenes en DVD

### Curtmetratges
| Títol                                                                           | Format | Regió | Distribuïdor        | Sèries                  | Data      | Catàleg # | Subtítols       |
| ------------------------------------------------------------------------------- | ------ | ----- | ------------------- | ----------------------- | --------- | --------- | --------------- |
| Kihachiro Kawamoto Film Works (川本喜八郎作品集, Kawamoto Kihachirō Sakuhinshū) | NTSC   | Totes | Pioneer Corporation | New Animation Animation | 2002.7.10 | PIBA-3032 | Anglès, Japonès |
| Kihachiro Kawamoto Film Works (川本喜八郎作品集, Kawamoto Kihachirō Sakuhinshū) | NTSC   | Totes | Geneon              | New Animation Animation | 2007.1.25 | GNBA-3034 | Anglès, Japonès |
| The Exquisite Short Films of Kihachiro Kawamoto                                 | NTSC   | 1     | Kino Lorber         | The KimStim Collection  | 2008.4.22 | KV623DVD  | Anglès          |

### The Book of the Dead
| Títol                                          | Format | Regió | Distribuïdor       | Sèries                  | Data       | Catàleg # | Subtítols |
| ---------------------------------------------- | ------ | ----- | ------------------ | ----------------------- | ---------- | --------- | --------- |
| The Book of the Dead (死者の書, Shisha no Sho) | NTSC   | 2     | Geneon             | New Animation Animation | 2007.10.24 | GNBA-3062 | Cap       |
| The Book of the Dead                           | NTSC   | 1     | Kino International | The KimStim Collection  | 2008.4.22  | KV613DVD  | Anglès    |